# 2X
『2X』（ツーエックス）はAXXLのアルバム。

## 概要
松本邦彦と弥吉淳二のユニットによるAXXL（アクセル）名義唯一のアルバム。次作以降はstereo criminalsと改名し、2枚のアルバムをリリースした。

## 批評
CDジャーナルは「楽曲は打ち込みを駆使した上でハードエッジなギターと激しいメロディ・ラインが交錯するエナジー・ロック。スピリットは熱い」と評した。

## 収録曲
全曲　編曲：Johnnie Fingers・AXXL
1. エナジー
作詞：秋元康[2]　作曲：AXXL
2. HOLD ON
作詞：松本邦彦　編曲：AXXL
3. 抱きしめても泣き止まない
作詞：秋元康[2]　作曲：AXXL
4. HARD RAIN
作詞：松本邦彦・田村直美　作曲：AXXL
5. Cinematic
作詞：松本邦彦　作曲：AXXL
6. CRIME
作詞：松本邦彦　作曲：AXXL
7. たった一つの愛
作詞：松本邦彦　作曲：AXXL
8. キャンドルが消えてしまうように
作詞：松本邦彦　作曲：AXXL
9. MY DEAR FRIEND
作詞・作曲：松本邦彦
10. DUMMY
作詞：松本邦彦　作曲：AXXL

## レコーディング参加
- 松本邦彦 - ボーカル
- 弥吉淳二 - ギター
  - 小林勝 - ベース